# Цьмикевич, Леслав
Ле́слав (Ле́шек) Цьмике́вич (пол. Lesław (Leszek) Ćmikiewicz; 25 августа 1948 (официальная дата рождения, согласно собственным утверждениям родился 3 мая 1947), Вроцлав, Польша) — польский футболист и футбольный тренер. Заслуженный мастер спорта Польши.

## Карьера

### Клубная
Родился в семье выходцев с Восточных Кресов, после войны осевших во Вроцлаве. Воспитанник вроцлавского клуба «Лётник» (тренер Роман Чащевич). Цьмикевич в течение пяти лет играл за «Шлёнск», а в 1970 году перешёл в «Легию», с которой выигрывал Кубок Польши и становился призёром чемпионата, был капитаном команды.
В начале 1980-х уехал в США, выступал в клубах MISL «Нью-Йорк Эрроуз» и «Чикаго Хорайзонс».

### В сборной
Леслав Цьмикевич играл в сборной Польши с 1970 года. В 1972 году участвовал во всех матчах олимпийского турнира игр в Мюнхене, где сборная Польши стала чемпионом. Также играл на чемпионате мира-1974 и Олимпиаде в Монреале. Последний матч за сборную Цьмикевич провёл 18 апреля 1979 года, когда в Лейпциге поляки уступили сборной ГДР. Всего в составе сборной Польши принимал участие в 57 матчах, не забил ни одного мяча.

### Тренерская
Тренерскую карьеру Цьмикевич начал в 1981 году, став помощником Казимежа Гурского в «Легии». Самостоятельно работал с «Мотором» (Люблин), «Сталью» (Жешув), «Гурником» (Забже), «Хутником» (Краков), «Погонью» (Щецин), «Гвардией» (Варшава). В 1989 году стал помощником Анджея Стрейляу в сборной Польши, а после отставки Стрейляу осенью 1993 года стал главным тренером сборной, которая под его руководством проиграла 3 последних отборочных матча чемпионата мира-1994 и не попала в финальную стадию. После сборной тренировал «Радомско», а в 2000 году возглавил молодёжную сборную Польши, но не смог вывести её в финальный турнир молодёжного чемпионата Европы-2002. В сезоне 2003/04 помогал Стефану Маевскому в «Амике». Несколько лет Леслав Цьмикевич был ассистентом Казимежа Гурского в команде ветеранов «Орлы Гурского», составленной из игроков сборной Польши 1970-х годов. В сезоне 2005/06 тренировал «Тур» из Турека, ушёл в отставку 26 апреля 2006 года после поражения от «Здруя». С октября 2006 года до лета 2008 года работал вторым тренером в «Краковии», где снова помогал Маевскому.

## Достижения
- Бронзовый призёр чемпионата мира: 1974
- Олимпийский чемпион: 1972
- Серебряный призёр летних Олимпийских игр: 1976
- Серебряный призёр чемпионата Польши: 1970/71
- Бронзовый призёр чемпионата Польши: 1971/72
- Обладатель Кубка Польши: 1972/73